# Tmesisternus bezarki
Tmesisternus bezarki är en skalbaggsart som beskrevs av Christian Ehrenfried Weigel 2006. Tmesisternus bezarki ingår i släktet Tmesisternus och familjen långhorningar. Inga underarter finns listade i Catalogue of Life.